# Dietrich Wachsmuth
Dietrich Wachsmuth (* 30. Januar 1925 in Hohenlychen, Uckermark; † 2. April 2007 in Berlin) war ein deutscher Klassischer Philologe und Hochschullehrer.

## Leben
Dietrich Wachsmuth, der Sohn des Gymnasiallehrers und Germanisten Andreas Bruno Wachsmuth (1890–1981), besuchte das Arndt-Gymnasium Dahlem und legte im Frühjahr 1943 die Reifeprüfung ab. Anschließend wurde er zum Kriegsdienst in der Luftwaffe eingezogen. Den befohlenen Übertritt zur Waffen-SS verweigerte er, wurde nach einem Fluchtversuch am 21. September 1944 in Plzeň inhaftiert und am 7. März 1945 in Pétfürdő von einem SS-Feldgericht unter anderem wegen „Beschuldigung der Partei und ihrer Gliederungen des Massenmordes“ zu 2 ½ Jahren Haft verurteilt. Während des Einsatzes in einem SS-Bewährungsbataillon wurde Wachsmuth im April 1945 verwundet und geriet in amerikanische Kriegsgefangenschaft. Seine Anerkennung als politisch Verfolgter des Nationalsozialismus gemäß PrVG erfolgte am 3. Juni 1959.
Nach dem Ende seiner Kriegsgefangenschaft studierte Wachsmuth von 1947 bis 1949 Philosophie, Geschichte und Soziologie an der Humboldt-Universität zu Berlin. In den ersten Nachkriegsjahren betätigte er sich zudem literarisch und veröffentlichte in den Berliner Zeitschriften Athena und Horizont. Von 1950 bis 1955 studierte er Klassische Philologie an der  Freien Universität Berlin. Nach dem Examen arbeitete er vom 1. Januar 1957 bis zum 30. September 1958 für Felix Jacoby, den er bei der Edition der Fragmente der griechischen Historiker unterstützte. Seit dem Sommersemester 1957 hielt Wachsmuth außerdem als Lehrbeauftragter Kurse an der Freien Universität Berlin ab.
Zum 1. Juli 1960 erhielt Wachsmuth eine Anstellung als Assistent am Seminar für Klassische Philologie der FU Berlin. Am 20. Juli 1961 wurde er bei Georg Rohde und Uvo Hölscher promoviert. Vom 1. Oktober 1961 bis zum 1. Oktober 1963 war er Habilitationsstipendiat der Deutschen Forschungsgemeinschaft. Die Habilitation erfolgte 1977. Wachsmuth lehrte bis 1993 am Seminar für Klassische Philologie der FU Berlin. Sein Forschungsschwerpunkt war die griechische und römische Religion, insbesondere im Zusammenhang mit der antiken Seefahrt. Wachsmuths Dissertation behandelt Sakralhandlungen bei Seereisen, seine nur als Privatdruck greifbare Habilitationsschrift das Propemptikon.